# Scuola superiore di teatro Mihail Séspel'
La Scuola Superiore di Teatro Mihail Séspel’ è un'accademia teatrale nonché teatro ragazzi di Čeboksary. È la più antica scuola di teatro della Ciuvascia, è dedicata al poeta e scrittore Mihail Séspel’.

## Storia
La scuola iniziò a Čeboksary il 3 aprile 1933, grazie a due professori dell'Accademia Teatrale di San Pietroburgo: Èdvin Davydovič Fejertag e Margarita Nikolaevna Figner, insegnanti ed educatori del futuro del gruppo teatrale. Oggidì le produzioni teatrali vengono attuate in ciuvascio e russo, con vari corsi per attori, registi, personale dello spettacolo (corsi per scenografi, truccatori, costumisti, elettricisti, macchinisti e fonici).